# Crime d'apartheid
Cet article concerne la notion juridique de crime d'apartheid. Pour l'évolution de l'apartheid en Afrique du Sud, voir Apartheid en Afrique du Sud.
Pour les articles homonymes, voir Apartheid (homonymie).
La notion juridique internationale de crime pour apartheid est définie par la résolution 3068 XXVIII de l'assemblée générale des Nations unies (ONU) du 30 novembre 1973.
Elle est, en outre, reconnue par le statut de Rome de 2002 instituant une cour pénale internationale. Le crime d'apartheid est défini comme tout acte inhumain de caractère analogue à d'autres crimes contre l'humanité commis dans le cadre d'un régime institutionnalisé d'oppression systématique et de domination d'un groupe ethnique sur n'importe quel autre groupe ethnique. Les crimes d'apartheid énumérés sont le meurtre, l'esclavage, la privation de liberté physique, la réinstallation forcée, la violence sexuelle, persécution individuelle et collective.

## Origines
Le 30 novembre 1973, à l'instigation de l'URSS et de la république de Guinée, l'assemblée générale de l'ONU ouvre aux signatures et ratifications une convention appelée Convention internationale sur l'élimination et la répression des crimes d'apartheid (ICSPCA),.
En 2007, 107 membres ont ratifié la convention, dont l'Inde et Cuba.

## Afrique du Sud
Dès la création du texte, l'Afrique du Sud était dans les conditions pour relever du crime d'apartheid.

### Projet Coast
Le Projet Coast était un programme d'armes bactériologiques et chimiques secret-défense du gouvernement d'Afrique du Sud durant l'apartheid.
Ce programme visait à contrôler la démographie de la population noire d'Afrique du Sud en créant des armes bactériologiques ne s'attaquant qu'à la population d'origines africaines.

## Allégations de crime d'apartheid dans d'autres pays

### Birmanie
La manière dont la Birmanie traite ses minorités nationales conduit à la mise en cause d'un « apartheid birman ».

### Canada
Selon un rapport du coroner Me Bernard Lefrançois, les violences et les suicides dans les réserves autochtones découleraient du régime d'apartheid qui a été institué à l'égard des peuples autochtones il y a plus de 150 ans dans les Loi sur les Indiens. Les Autochtones ont par ailleurs le taux d'incarcération le plus élevé au pays et constitueraient 30 % des prisonniers dans les institutions carcérales fédérales en janvier 2020 malgré le fait qu'ils représentent 5 % de la population canadienne.
D'après le juge à la retraite manitobain Brian Giesbrecht, les dirigeants d'Afrique du Sud se seraient inspirés du droit autochtone canadien au moment où ils ont rédigé les principales lois sur l'apartheid pendant les années 1940. Au moment où le Canada s'est engagé dans la lutte contre l'apartheid sud-africain dans les années 1980, les responsables politiques canadiens n'auraient pas tenu compte de cela. Pourtant, lors d'une conférence de presse tenue en 1987, le ministre sud-africain Glenn Babb et le chef autochtone Louis Stevenson se sont joints pour dénoncer ce qui à leurs yeux constituait de l'hypocrisie.
D'autres critiques sont encore plus sévères et évoquent même un génocide des peuples autochtones,. La question est difficile car il s'agit de déterminer dans quelle mesure une intention d'assimilation culturelle forcée peut équivaloir à une mens rea d'intention génocidaire au sens de la Convention pour la prévention et la répression du crime de génocide.

### Mauritanie
La situation en Mauritanie est comparée à celle de l’apartheid par des juristes africains.

### Israël - Palestine
En mars 2017, le CESAO (ESCWA en anglais), une commission régionale de l'Organisation des Nations unies (ONU) chargée des questions de développement dans le monde arabe, publie un rapport officiel indiquant qu'« Israël est coupable de politique et de pratiques constitutives du crime d'apartheid ». À la suite des pressions d'Israël et des États-Unis, le secrétaire général de l'ONU, Antonio Guterres, fait dépublier ce rapport. La Secrétaire exécutive du CESAO, Rima Khalaf (en), démissionne alors pour protester contre ces pressions.

Territoires palestiniens occupés en 2011. En rouge, les zones administrés civilement par les Palestiniens.

En 2018, le directeur Hagai El-Ad de l'ONG israélienne B'Tselem prononce un discours devant le Conseil de sécurité des Nations unies où il dénonce le « processus calculé et délibéré » visant notamment à diviser la Cisjordanie en de petites enclaves qu'il compare à des bantoustans.
L'accusation d'apartheid à l'encontre de l'État israélien est également reprise par diverses associations et militants. En janvier 2021, B'Tselem publie un rapport accusant Israël d'avoir mis en place un régime d'apartheid en Israël et en Palestine occupée. Dans un rapport publié le 27 avril 2021, l'ONG internationale de défense des droits de l'homme Human Rights Watch conclut que les autorités israéliennes sont responsables du crime d'apartheid tel qu'il est défini par le droit international.
Le 1er février 2022, Amnesty International conclut 4 ans d'enquête menée par un réseau d'experts par l'affirmation que : « Notre rapport révèle la véritable ampleur du régime d'apartheid d'Israël. Que ce soit dans la bande de Gaza, à Jérusalem-Est, à Hébron ou en Israël, la population palestinienne est traitée comme un groupe racial inférieur et elle est systématiquement privée de ses droits ».
En Israël, ces critiques sont cependant mal accueillies. Benjamin Pogrund (en), journaliste israélien né en Afrique du Sud, la qualifie « d'excessive ». Cependant, concernant la bande de Gaza, il affirme : « C'est une occupation. C'est une tyrannie. C'est une erreur et ça doit s'arrêter. Ce point ne doit pas être embelli. Y mêler le terme émotionnel d'« apartheid » est non seulement incorrect mais crée la confusion et fait oublier le fond du problème. »
Dans son avis consultatif du 19 juillet 2024, la Cour Internationale de Justice reconnait que « les lois et mesures d’Israël emportent violation de l’article 3 de la CIEDR », et qu'Israël pratique donc la ségrégation raciale ou l'apartheid. Cette analyse est reprise par l'ONG Human Rights Watch le 22 juillet 2024.